# Erich Scheuermann
Erich Scheuermann (* 4. März 1888 in München; † 1957) war ein deutscher Militärflieger, Diplom-Ingenieur und später General-Ingenieur der Luftwaffe.

## Leben
Erich Scheuermann war der Sohn des Malers Ludwig Scheuermann.
Nach dem Ablegen der Prüfung zum Flugzeugführer am 6. September 1913 in einem Otto-Doppeldecker vom Flugplatz Oberwiesenfeld wurde Scheuermann später zu den Alten Adlern gezählt. Im März 1914 unternahm Scheuermann für die Nationalflugspende einen Flug über 7,5 h. Zu Kriegsbeginn kam er erst zur Feldflieger-Abteilung 16 (FAA 16), um später zur Zentralen Abnahmekommission nach Berlin-Adlershof versetzt zu werden.
Von 1917 an war Scheuermann Betriebsleiter der Bayerischen Flugzeug-Werke (München). Ab Sommer 1921 war er Teilhaber des von seinem Freundes Ernst Udet gegründeten Udet Flugzeugbau. Ende Februar 1926 verließ Scheuermann die Firma, nachdem bereits 1925 Udet ausgeschieden war. 1927 wurde er für die DVL-Prüfstelle (Berlin-Adlershof) und im Reichsamt für Flugsicherung tätig. Von seinem Vater erbte er die Villa Scheuermann in Herrsching am Ammersee. Aufgrund hoher Unterhaltskosten verkaufte er sie 1934 an die Gemeinde Herrsching und erhielt dafür das nach Plänen von Roderich Fick errichtete „Goethes Gartenhaus“.
In der Luftwaffe der Wehrmacht wurde Scheuermann 1939 zum General-Ingenieur befördert.